# Акустоелектроніка
Акустоелектро́ніка — розділ електроніки, пов'язаний з дослідженням взаємодії акустичних хвиль з електромагнітними полями і електронами провідності в конденсованих середовищах, а також зі створенням акустоелектронних пристроїв, що працюють на основі цих ефектів.
До акустоелектроніки часто відносять також дослідження ефектів збудження і поширення акустичних хвиль у конденсованих середовищах. Різниця ефектів, використаних для створення акустоелектронних пристроїв, визначило умовний поділ акустоелектроніки на високочастотну (мікрохвильову) акустику твердого тіла (ефекти збудження, розповсюдження та прийому акустичних хвиль високочастотного діапазону і гіперзвукових хвиль), власне акустоелектроніку (взаємодія акустич. хвиль з ел-нами провідності в твердих тілах) і акустооптику (явища взаємодії світлових хвиль з акустичними).

## Історія
Акустоелектроніка сформувалась як самостійний розділ електроніки в 60-х рр. 20 століття, коли почалися інтенсивні дослідження, пов'язані з відкриттям ефекту посилення акустичних хвиль дрейфуючими електронами провідності в кристалах сульфіду кадмію. Бурхливий розвиток акустоелектроніки був викликаний необхідністю створення простих, надійних і мініатюрних пристроїв обробки радіосигналів для радіоелектронної апаратури. За допомогою пристроїв акустоелектроніки здійснюється перетворення сигналів в часі (затримка сигналів, зміна їх тривалості), по частоті і фазі (перетворення частоти і спектра, зсув фаз), по амплітуді (посилення, модуляція), а також більш складні функції, перетворення (інтегрування, кодування і декодування, отримання функції згортки, кореляція сигналів); в ряді випадків акустоелектронні методи перетворення сигналів є більш простими (у порівнянні, наприклад, з електронними методами), а іноді і єдино можливими.
Можливості такого використання пристроїв акустоелектроніки обумовлені малою швидкістю поширення акустичних хвиль (у порівнянні зі швидкістю поширення електромагнітних хвиль) і різними видами взаємодії цих хвиль з електромагнітними полями і електронами провідності в твердих тілах, а також малим поглинанням акустичних хвиль в кристалах (високою добротністю акустичних коливальних систем).
У пристроях акустоелектроніки використовуються як об'ємні, так і поверхневі акустичні хвилі. Для виготовлення акустоелектронних пристроїв використовуються в основному п'єзоелектричні матеріали та шаруваті структури, що складаються з шарів п'єзоелектрика і НП, а також сегнетоелектрики, НП, які не мають п'єзоелектричних властивостей, і ін.
У більшості пристроїв акустоелектроніки здійснюється перетворення високочастотних електричних сигналів в акустичні хвилі (збудження акустичних хвиль), які поширюються в звукопроводі, а потім знову перетворюються в високочастотний сигнал (прийом акустичних хвиль). Для збудження і прийому об'ємних акустичних хвиль використовуються в основному п'єзоелектричні перетворювачі: п'єзоелектричні пластинки (на частотах до 100 МГц), п'єзонапівпровідникові перетворювачі (дифузійні або із замикаючим шаром, в діапазоні частот 50-300 МГц), плівкові перетворювачі (на частотах понад 300 МГц), а для збудження і прийому поверхневих акустичних хвиль (ПАХ) — зустрічно-штирьові перетворювачі.
Першими пристроями акустоелектроніки були пристрої на об'ємних хвилях: лінії затримки, що здійснюють затримку сигналів в діапазоні частот до 50 МГц, і кварцові резонатори, призначені для стабілізації частоти генераторів. Пізніше були створені акустичні мікроскопи і інтроскопи. Найбільшого поширення набули акустоелектронні пристрої на ПАХ, що обумовлено малими втратами на перетворення при збудженні хвиль, можливістю управління поширенням хвиль в будь-яких точках звукопроводу (на шляху поширення хвиль), а також можливістю створення пристроїв з керованими частотними, фазовими і іншими характеристиками. До таких пристроїв акустоелектроніки відносяться:
- резонатори на поверхневих акустичних хвилях, які застосовують як вузькосмугові акустоелектронні фільтри, а також вводять у контур генераторів для стабілізації їх частоти;
- лінії затримки (в тому числі для тривалої затримки сигналів в елементах пам'яті);
- фільтри на поверхневих акустичних хвилях (наприклад смугові, узгоджені);
- пристрої кодування і декодування сигналів і ін.

У акустоелектроніці взаємодія акустичних хвиль з електронами провідності в провідниках і НП, а також у шаруватих структурах призводить до таких явищ, як електронне посилення або поглинання акустичних хвиль та ін. Ці ефекти лежать в основі роботи різних пристроїв акустоелектроніки: акустоелектронних підсилювачів і акустоелектронних генераторів, пристроїв згортки і кореляції сигналів, акустоелектронних фазообертачів, а також пристроїв зчитування, зберігання і запису інформації тощо.
На взаємодії світлових і акустичних хвиль в конденсованих середовищах базована робота акустооптичних пристроїв (дефлекторів, модуляторів, фільтрів тощо), використання яких дозволяє управляти амплітудою, поляризацією, спектральним складом оптичного випромінювання, а також напрямком його поширення.